# Eata von Hexham
Eata von Hexham (auch Eata von Lindisfarne oder Saint Eata; † 26. Oktober 686) war Abt von Melrose (651–664), Abt von Lindisfarne (664–678), von 678 bis 685 Bischof von Lindisfarne und von 685 bis zu seinem Tod Bischof von Hexham. Er wird als Heiliger verehrt.

## Leben
Eata war einer der ersten 12 angelsächsischen Knaben in dem 635 von Aidan gegründeten Kloster Lindisfarne, die dort ihre Erziehung und Ausbildung erhielten.
Cuthbert trat 651 in das Benediktinerkloster von Melrose ein, als Eata dort Abt war.
Um 658 gründete König Ealhfrith von Deira ein Kloster in Ripon, Eata und Cuthbert, der erste Prior, gehörten zu den ersten Mönchen, die sich dort niederließen. 661 übergab König Ealhfrith das Kloster Ripon an Wilfrid, der bis 665 dort Abt war. Wilfrid führte alsbald die römische Liturgie und die Regula Benedicti ein. Da er dadurch auch die keltischen Bräuche verdrängte, wichen die irischen Mönche dem Reformer aus. Eata und Cuthbert mussten mit den anderen Anhängern des iro-schottischen Ritus nach Melrose zurückkehren. Erst nach der Synode von Whitby im Jahre 664 nahm auch Eata den katholischen Ritus an.
Eata wurde 664 von den Mönchen zum Abt von Lindisfarne ernannt, nachdem Colman das Kloster verlassen hatte. Bald darauf wurde er auch Bischof von Lindisfarne. Im selben Jahr holte er Cuthbert aus dem Kloster Melrose als Propst und Lehrer nach Lindisfarne.
Nach der Absetzung des Wilfrid 678 wurde dessen Diözese von Erzbischof Theodor von Canterbury geteilt: Bosa wurde zum Bischof von Deira mit Sitz in York und Eata zum Bischof von Bernicia mit Sitzen in Hagustald (Hexham) und Lindisfarne ordiniert.
681 wurde Eatas Bistum geteilt und Trumbert wurde Bischof von Hexham, während Eata in Lindisfarne im Amt blieb.
Cuthbert wurde 684 Nachfolger des abgesetzten Bischof Trumbert in Hexham, doch bevorzugte er Lindisfarne. So tauschten Cuthbert und Eata 685 die Diözesen und Eata wurde zum zweiten Mal Bischof von Hexham.
Nach seinem Tod am 26. Oktober 686 wurde er neben der Benediktinerabtei von Hexham beigesetzt. Später wurde über seinem Grab eine Kapelle errichtet. Im 11. Jahrhundert wurde sein Leichnam in die Kirche umgebettet.
Die Kirche von Atcham (Salop) ist St. Eata geweiht. Sein Gedenktag in der Liturgie ist der 26. Oktober.